# جفری برنارد
جفری برنارد (انگلیسی: Jeffrey Bernard؛ ۲۷ مه ۱۹۳۲ – ۴ سپتامبر ۱۹۹۷) یک روزنامه‌نگار اهل بریتانیا بود. او برای ستون هفتگی‌اش در مجله تماشاگر (اسپکتیتور) با نام زندگی سطح پایین مشهور است. او زندگی پر هرج و مرجی داشت و مبتلا به سوءمصرف الکل بود. او بعدها به واسطه نمایش‌نامه طنز کیت واترهاوس به نام جفری برنارد ناخوش است (۱۹۸۹)، جاودانه شد.